# Satsuki Yukino
Yuki Inoue (井上 由起, Inoue Yuki, nascida em 25 de maio de 1970), mais conhecida pelo seu nome de trabalho, Satsuki Yukino (ゆきの さつき, Yukino Satsuki) (anteriormente 雪乃 五月, 雪野 五月), é uma atriz japonesa, dubladora e narradora. Ela também faz parte da Ken Production desde 2016.
Dentre suas interpretações mais famosas, temos Kagome Higurashi em Inuyasha, Mutsumi Otohime em Love Hina, Yoruichi Shihouin em Bleach, Kaname Chidori em Full Metal Panic!, Mion e Shion Sonozaki em Higurashi no Naku Koro Ni, Milly Thompson em Trigun e Ai Magase em Babylon. Recebeu o prêmio de melhor dubladora japonesa no Crunchyroll Awards 2020 por sua interpretração da vilã Ai Magase na adaptação para anime de Babylon. Ela apareceu como apresentadora do Animethon 21
Entre seus trabalhos musicais, destaca-se os temas "You" e "Thanks" do jogo Higurashi no Naku Koro Ni Kai, da visual novel da franquia Higurashi no Naku Koro Ni.

## Filmografia

### Anime para televisão
1995
- Crayon Shin-chan, mulher de 20 anos C, Hagita, gal B, esposa, U.S. Sheng Minori, estudante da escola B, mulher

1996
- Saint Tail, Irmã C
- Chouja Reideen, Garota
- Kiko-chan Smile, Kiko-chan, Hiibaa, Sentarō

1997
- Cooking Master Boy, Meili
- Vampire Princess Miyu, Michiko, Yamanouchi Yō
- Cho Mashin Hero Wataru, Sephia

1998
- Fortune Quest L, Alicia
- Trigun, Milly Thompson
- Takoyaki Mant-Man, Red
- Orphen, Mariabel
- Generator Gawl, Masami
- Super Doll Licca-chan, Hide
- Bubblegum Crisis: Tokyo 2040, Sylia Stingray
- Yoshimoto Muchikko Monogatari, Shakutorimushi Brothers Tanaka

1999
- Pet Shop of Horrors, Jill
- Starship Girl Yamamoto Yohko, Momiji Kagariya
- Monster Rancher, Narradora
- Orphen: The Revenge, Mariabel
- Excel Saga, Ropponmatsu
- Chibi Maruko-chan, Rie-chan
- Weekly Story Land, Junichi Morita
- Gregory Horror Show, Bebê do Banheiro, Inko
- Monkey Magic, Motte

2000
- Mighty Cat Masked Niyandar, Kanta Router
- Love Hina, Mutsumi Otohime
- Ghosts at School, Garota
- Shin Megami Tensei: Devil Children, Hippō
- Inuyasha, Kagome Higurashi

2001
- X, Hokuto Sumeragi
- Angelic Layer, Tamayo Kizaki
- Captain Tsubasa: Road to 2002, jovem Taro Misaki, jovem Masao Tachibana
- Kokoro Library, Sarara Saeki
- Cyborg 009 The Cyborg Soldier, Cyborg 003/Francoise Arnoul
- Samurai Girl Real Bout High School, Azumi Kiribayashi
- Pretear, Mayune Awayuki
- Great Dangaioh, Shima Ryuuko, Romulin
- Gyōten Ningen Batseelor, garotas de Show
- Babel II - Beyond Infinity, Reika Saeki
- Hikaru no Go, Harumi Ichikawa, Ichikawa-san
- Cosmowarrior Zero, Maetel
- Rave Master, Cattleya Glory

2002
- Full Metal Panic!, Kaname Chidori
- Tokyo Mew Mew, Professora do jardim de infância
- Ai Yori Aoshi, Tina Foster
- Jing: King of Bandits, Elixer
- Mao-chan, Kuniko Onigawara
- Fortune Dogs, Tomiko
- Hanada Shonen-shi, Katsura Ichimura
- Getbackers, Kaoru Ujiie (eps 43-48), policial
- Duel Masters Victory, Mai Kirifuda

2003
- Stratos 4, Betty Bozeman
- Ashita no Nadja, Madeline
- D.N.Angel, Freedert
- Zatch Bell, Yuuta Akiyama
- Astro Boy, Emily
- Last Exile, Madame Madosein
- Tantei Gakuen Q, Sakurako Yukihira
- Submarine Super 99, ZeStroge
- Rumiko Takahashi Anthology, senhora Kobato, Yukari, Koizumi, Emiri
- Shadow Star Narutaru, Hoshimaru, Jun Ezumi
- Full Metal Panic? Fumoffu, Kaname Chidori
- Planetes, Ai Tanabe
- Ai Yori Aoshi ~Enishi~, Tina Foster
- R.O.D -The TV-, Nenene Sumiregawa

2004
- Area 88, Ryoko Tsugumo
- Sgt. Frog, Pururu
- Madlax, Vanessa Rene
- Ragnarok The Animation, Tis
- Duel Masters Charge, Mai Kirifuda
- Fafner, Piloto (ep 16)
- Agatha Christie no Meitantei Poirot to Marple, Louise
- Tactics, Kosome
- Bleach, Shihouin Yoruichi

2005
- Jinki:Extend, Shizuka Tsuzaki
- Gallery Fake, Sayoko Mitamura
- Wagamama Fairy Mirumo de Pon! Wonderful, Haruka Moroshita
- The Snow Queen, Rasmus
- Pani Poni Dash!, Rei Tachibana
- GUNxSWORD, Yukiko Stevens
- PetoPeto-san, senhora Asuka Yuri
- Full Metal Panic! The Second Raid, Kaname Chidori
- Gunparade Orchestra, Michiru Katō
- Hell Girl, Ayaka Kurenai
- Kotenkotenko, Rabbi
- Gaiking: Legend of Daikū-maryū, Shizuka Fujiyama, Nikita

2006
- Onegai My Melody - Kuru Kuru Shuffle!, Luna Hoshika
- Utawarerumono, Sopoku
- Girl's High, Akari Koda
- Higurashi no Naku Koro ni, Mion Sonozaki, Shion Sonozaki
- Gintama, Tae Shimura
- .hack//Roots, Midori
- Kamisama Kazoku, a professora
- D.Gray-man, Moore
- 009-1, Vanessa "009-3" Ibert
- Pururun! Shizuku-chan, Koyuki-chan
- Happy Lucky Bikkuriman, Peter Shinko

2007
- Deltora Quest, Anna
- Yes! Precure 5, Ai Natsuki
- Hitohira, Mirei Sakaki
- Robby & Kerobby, Robby
- Gegege no Kitarou, Anko, Aya
- El Cazador de la Bruja, Nina
- Claymore, Rafaela
- Lovely Complex, irmã mais velha de Ootani ep 13)
- The Skull Man, Helen
- Zombie-Loan, Karumera
- Higurashi no Naku Koro ni Kai, Mion Sonozaki, Shion Sonozaki
- Blue Drop, Michiko Kōzuki
- Clannad, Misae Sagara
- Pururun! Shizuku-chan Aha, Koyuki-chan
- Hatarakids My Ham Gumi, Daisuke
- Genshiken 2, Saki Kasukabe
- Ayakashi, Akino Yoake

2008
- Pocket Monsters: Diamond & Pearl, Hikari's Mimiroll, Zukan, jovem Youta, Momoan, Professora
- Mokke, Tougo
- Rosario + Vampire, Tamauo Ichinose
- Yes! Precure 5 GoGo!, Ai Natsuki
- Duel Masters Cross, Mai Kirifuda
- Neo Angelique Abyss, mãe de Angelique
- Nabari no Ou, Yae Oda
- Real Drive, bibliotecária (ep 6)
- Natsume's Book of Friends, Hiiragi (ep 9)
- Clannad After Story, Misae Sagara
- Tales of the Abyss, Arietta o Selvagem
- Negibōzu no Asatarō, Otsu

2009
- Kurokami The Animation, Yuki Kaionji
- Shin Mazinger Shōgeki! Z-Hen (TV)
- Beyblade: Metal Fusion, Mãe de Hikaru
- Fullmetal Alchemist: Brotherhood, Rose
- Element Hunters, mãe de Ally
- Battle Spirits: Shōnen Gekiha Dan, Magisa
- The Sacred Blacksmith, Evadne
- InuYasha: The Final Act, Kagome Higurashi

2010
- Kaidan Restaurant, Keiko Soraitome
- Heroman, Catherine Mae Jones
- Gokujō!! Mecha Mote Iinchō Second Collection, Yoshimi Sakurai
- Duel Masters Cross Shock, Mai Kirifuda
- Battle Spirits: Brave, Stella Korabelishchikov
- And Yet the Town Moves, Shizuka Kameidō

2011
- Gintama', Tae Shimura
- Gosick, Jacqueline de Signore
- Suite Precure, Maria Hōjō
- Chihayafuru, Chieko Ayase
- Naruto Shippuden, Shizuka
- Phi-Brain - Puzzle of God, Ana Gram

2012
- Smile Precure!, Masako Hino
- Saint Seiya Omega, Aquila Yuna
- Digimon Fusion: The Boy Hunters Who Leapt Through Time, Mizuki
- Hyouka, Tomoe Oreki
- Phi-Brain - Puzzle of God: The Orpheus Order, Ana Gram

2013
- Hakkenden: Eight Dogs of the East, Akane Saiki
- Tamako Market, Michiko Ōji, Juko
- Chihayafuru 2, Chieko Ayase
- The Severing Crime Edge, Rainha
- Pocket Monsters: The Origin, mãe de Red
- Free! - Iwatobi Swim Club, Miho Amakata, Young Makoto Tachibana
- Monogatari Series Second Season, Gaen Izuko
- Freezing Vibration, Scarlett Ohara
- Phi Brain - Kami no Puzzle, Ana Gram

2014
- Strange+, Miwa
- JoJo's Bizarre Adventure: Stardust Crusaders, Nena[6]
- One Piece, Koala

2015
- Overlord, Burita
- Sailor Moon Crystal, Kōan
- Rin-ne, Tamako
- Gintama°, Tae Shimura
- Pocket Monsters XY, Mache
- Owarimonogatari, Gaen Izuko
- Go! Princess PreCure, Yura

2016
- Pocket Monsters XY & Z, Mache

2017
- Boruto: Naruto Next Generations, Mãe de Sumire
- Case Closed, Momiji Ooka

2018
- Katana Maidens ~ Toji No Miko, Iroha Gojō
- Full Metal Panic! Invisible Victory, Kaname Chidori[7]

2019
- Babylon, Ai Magase

2020
- Higurashi no Naku Koro ni Gou, Mion Sonozaki e Shion Sonozaki[8]
- Yashahime: Princess Half-Demon, Kagome Higurashi

2021
- Higurashi no Naku Koro ni Sotsu, Mion Sonozaki e Shion Sonozaki[8]

### OVA
- Virgin Fleet (1998), Satsuki Yukimizawa
- Love Hina Again (2002), Mutsumi Otohime
- Ultra Maniac (2003), Ayu Tateishi
- Hitsuji no Uta (2003), Shou Yaegashi
- Space Symphony Maetel ~Ginga Tetsudō 999 Gaiden~ (2004), Maetel
- Kodomo no Jikan: Kuro-chan and Shiro-chan (2007), Maetel
- Higurashi no Naku Koro ni: Gaiden Nekogoroshi-hen (2007), Mion Sonozaki
- Higurashi no Naku Koro ni Rei (2009), Mion Sonozaki, Shion Sonozaki
- Higurashi no Naku Koro ni Kira (2011), Mion Sonozaki, Shion Sonozaki